# リッキー・バレット
ウィリアム・ドミンゴス・バレット（William Domingos "Ricky" Barrett , 1981年3月9日 - ）は、アメリカ合衆国カリフォルニア州サクラメント出身の元プロ野球選手（投手）。左投左打。

## 来歴

### プロ入りとツインズ傘下時代
C.K.マクラッチー高等学校在学中の1998年に、当時高校3年生だったCC・サバシア擁するヴァレーホ高等学校に勝利し、カリフォルニア州の高校生競技大会であるCIFサンホアキン・セクションで優勝した。
大学はカリフォルニア大学サンディエゴ校とサンディエゴ大学でプレーし、2002年にはカリフォルニア州のリーグであるウェスト・コースト・カンファレンスの最優秀投手賞を受賞している。
2002年のMLBドラフトでミネソタ・ツインズから7巡目（全体212位）で指名されプロ入りした。
2002年から2004年まではA級でプレー。
2005年はAAA級ロチェスター・レッドウイングスで40試合に登板して、4勝4敗、防御率6.71という成績だった。
2006年はAAA級ロチェスターで27試合に登板し、5勝1敗1セーブ、防御率3.42を記録。
2007年はAAA級ロチェスターで22試合（先発1試合）に登板し、2勝1敗1セーブ、防御率4.11という成績だった。
2008年はAAA級ロチェスターで50試合に登板し、4勝5敗2セーブ、防御率3.21という成績だった。また70イニングで81三振を奪い、奪三振率は10.4に達した。
メジャー昇格の無いまま、11月3日にツインズをFAとなった。

### ヤクルト時代
2008年12月9日に東京ヤクルトスワローズと年俸50万ドル＋出来高払いの1年契約（2年目の契約はヤクルトに選択権）で契約。手薄な左のセットアッパーとして期待されたが、2009年のオープン戦では制球難で結果を残せず、開幕二軍となる。4月中旬に一軍昇格したが制球難は直らず、しばらく一軍と二軍を往復した後、左ひじ痛を発症し、9月10日に検査のために帰国、そのまま退団した。

### ヤクルト退団後
2010年2月に横浜ベイスターズのキャンプで入団テストを受けたが不合格だった。同年は、アメリカの独立リーグであるアトランティックリーグのサザンメリーランド・ブルークラブスに入団し3試合に登板した。
2011年はプレーせず、2012年にサザンメリーランド・ブルークラブスに再び所属。26試合に登板して0勝1敗、防御率4.97の成績を残した。この年限りで現役を引退した。

## プレースタイル
150km/hを超すストレートとキレの良いスライダー・チェンジアップを武器としているが、コントロールに課題があった。

## 詳細情報

### 年度別投手成績
| 年 度     | 球 団     | 登 板 | 先 発 | 完 投 | 完 封 | 無 四 球 | 勝 利 | 敗 戦 | セ 丨 ブ | ホ 丨 ル ド | 勝 率 | 打 者 | 投 球 回 | 被 安 打 | 被 本 塁 打 | 与 四 球 | 敬 遠 | 与 死 球 | 奪 三 振 | 暴 投 | ボ 丨 ク | 失 点 | 自 責 点 | 防 御 率 | W H I P |
| --------- | --------- | ----- | ----- | ----- | ----- | -------- | ----- | ----- | -------- | ----------- | ----- | ----- | -------- | -------- | ----------- | -------- | ----- | -------- | -------- | ----- | -------- | ----- | -------- | -------- | ------- |
| 2009      | ヤクルト  | 7     | 1     | 0     | 0     | 0        | 0     | 1     | 0        | 1           | .000  | 61    | 11.1     | 16       | 1           | 10       | 1     | 2        | 5        | 0     | 0        | 10    | 9        | 7.15     | 2.29    |
| 通算：1年 | 通算：1年 | 7     | 1     | 0     | 0     | 0        | 0     | 1     | 0        | 1           | .000  | 61    | 11.1     | 16       | 1           | 10       | 1     | 2        | 5        | 0     | 0        | 10    | 9        | 7.15     | 2.29    |

### 記録
NPB
- 初登板：2009年4月15日、対読売ジャイアンツ1回戦（明治神宮野球場）、7回表に2番手で救援登板、2回無失点
- 初奪三振：同上、7回表に亀井義行から空振り三振
- 初ホールド：2009年4月22日、対読売ジャイアンツ4回戦（みどりの森県営球場）、7回裏2死に2番手で救援登板、1/3回無失点
- 初先発：2009年5月23日、対北海道日本ハムファイターズ2回戦（札幌ドーム）、4回3失点で敗戦投手

### 背番号
- 18 （2009年）